# Penicillium charlesii
Penicíllium charlésii (лат.) — вид несовершенных грибов (телеоморфная стадия неизвестна), относящийся к роду Пеницилл (Penicillium). Типовой вид секции Charlesia.

## Описание
Колонии на агаре Чапека ограниченнорастущие, иногда достигающие на 7-е сутки диаметра 4 см, бархатистые до почти шерстистых, в центральной части более толстые, с кратеровидным понижением, радиально бороздчатые, снежно-белые. Спороношение среднеобильное, в серо-зелёных тонах, более выраженное в краевой зоне. Экссудат отсутствует. С нижней стороны колонии часто отрывают нижнюю часть агара от чашки и спороносят в образовавшейся полости, в противном случае реверс беловатый. Колонии на CYA бархатистые, на 7-е сутки до 3 см в диаметре, бархатистые, обильно радиально-морщинистые, белые, в центральной части кратеровидные и отрывающие агар, слабо спороносящие по всей поверхности. Реверс коричных тонов, выделяется янтарно-коричневый растворимый пигмент. На агаре с солодовым экстрактом (MEA) колонии на 7-е сутки до 4,5 см в диаметре, концентрически-зонистые, бархатистые, белые, снизу кремовые, со светлым растворимым пигментом.
Конидиеносцы преимущественно одноярусные, но нередко несколько неправильно разветвлённые, до 100 мкм длиной, вздутые на верхушке. Фиалиды в пучках по 6—12, резко суженные в шейку, 7,5—10 × 2,2—4 мкм. Конидии эллипсоидальные до почти шаровидных, 2—4 × 1,5—4 мкм, слабо шероховатые.

### Отличия от близких видов
Penicillium fellutanum отличается главным образом шаровидными конидиями 2—3,5 мкм в диаметре.

## Экология и значение
Широко распространённый, преимущественно почвенный гриб, выделяющихся также с различных контактирующих с почвой субстратов.

## Таксономия
Вид назван по имени американского миколога-микробиолога Чарлза Тома (1872—1956), «отца систематики пенициллов».
Penicillium charlesii G.Sm., Trans. Brit. Myc. Soc. 18 (1): 90 (1933).

### Синонимы
- Penicillium atrovirens G.Sm., 1963
- Penicillium fellutanum var. nigrocastaneum S.Abe, 1956